# Sakurai Kei
Kei Sakurai (sinh ngày 30 tháng 6 năm 1977) là một cầu thủ bóng đá người Nhật Bản.

## Sự nghiệp câu lạc bộ
Kei Sakurai đã từng chơi cho Vegalta Sendai.